# Parafia bł. Honorata Koźmińskiego w Lesznowoli
Parafia pw. Błogosławionego Honorata Koźmińskiego w Lesznowoli – parafia rzymskokatolicka znajdująca się w dekanacie grójeckim, archidiecezji warszawskiej, metropolii warszawskiej Kościoła katolickiego.